# Пуату

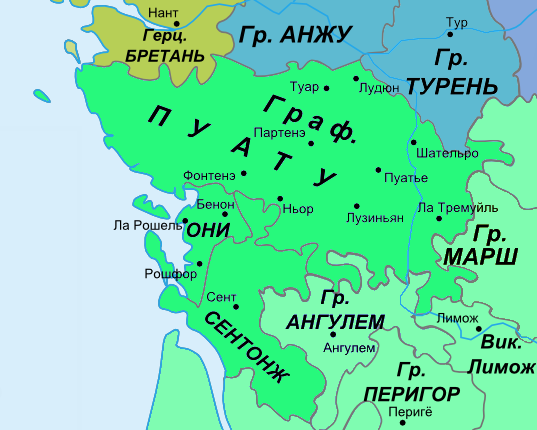
Графство Пуату в 1154 році.

46°38′55″ пн. ш. 0°14′52″ зх. д. / 46.64861111° пн. ш. 0.24777778° зх. д.
Пуату (фр. Poitou) — історична провінція на заході Франції, розділена на департаменти Вандея, Де-Севр та В'єнна. Ландшафт рівнинний, на північ від Ла-Рошелі простягаються болота Пуату. Головне місто — Пуатьє; інші історичні центри — Ньоро, Туар, Шательро.
У давнину — племінна територія галлів — Піктон, потім — північна частина Аквітанії. З 778 року — володіння графів Пуатевінських з роду Рамнульфідов, які в середині XI століття успадкували трон всієї Аквітанії. Шлюб Елеанор Аквітанської с Генріхом Плантагенетом привів до входження Пуатевінського графства до складу володінь англійської корони. Вже на початку XIII століття Іоанн I Безземельний відмовився від Пуату на користь французького короля, однак під час Столітньої війни область на короткий час (1360-75 рр.) повернулася до англійців.
У XVI столітті Пуату в цілому і Ла-Рошель особливо стали цитаделлю французького протестантизму. Скасування Нантського едикту змусила гугенотів покинути рідні місця і переселитися до Америки, де їхні нащадки нині відомі як Акадійці та кечени. Протестні руху вилилися в грандіозний Вандейський заколот. У Новий час аграрне Пуату з ініціативи центрального уряду прикрасилося раціонально розплануваними містами — такими, як Рошфор та Ла-Рош-сюр-Іон.